# Aphelandra tomentosa
Aphelandra tomentosa är en akantusväxtart som beskrevs av Gustav Lindau. Aphelandra tomentosa ingår i släktet Aphelandra och familjen akantusväxter. Inga underarter finns listade i Catalogue of Life.